# Cachorrilla
Cachorrilla település Spanyolországban, Cáceres tartományban. Cachorrilla Acehúche, Ceclavín, Zarza la Mayor, Moraleja, Pescueza és Casillas de Coria községekkel határos. Lakosainak száma 82 fő (2024).

## Népesség
A település népessége az elmúlt években az alábbi módon változott:
| Lakosok száma | 101  | 92   | 88   | 93   | 105  | 101  | 90   | 82   | 95   | 82   |
|               | 2001 | 2004 | 2006 | 2009 | 2011 | 2014 | 2016 | 2019 | 2021 | 2024 |